# Dienstwoning van Berg en Bosch
De dienstwoning van sanatorium Berg en Bosch is een rijksmonument aan de Professor Bronkhorstlaan 10 in Bilthoven.
De woning staat aan de rechterzijde van de oprijlaan van het vroegere sanatorium Berg en Bosch en werd gebouwd in Delftse schoolstijl. De gevels, in gele sintelbaksteen opgetrokken, hebben meest ramen met stalen kozijnen.
Rechts van de voorgevel bevond zich een inpandige veranda. Op de plek van de vroegere toegangsdeur naar de veranda is nu een getoogd venster. In de verdieping is een inpandig balkon. De gevel sluit aan de rechterzijde aan op de achtergevel van de schuuraanbouw. De geveltop loopt door in een schoorsteen.